# Neobisium hians
Espèce
Neobisium hians est une espèce de pseudoscorpions de la famille des Neobisiidae.

## Distribution
Cette espèce est endémique de la province d'Antalya en Turquie. Elle se rencontre à Döşemealtı dans les grottes İndağı Mağarası et Karain Mağarası.

## Description
La femelle holotype mesure 2,90 mm.

## Publication originale
- Mahnert, 1979 : Pseudoskorpione (Arachnida) aus Höhlen der Türkei und des Kaukasus. Revue Suisse de Zoologie, vol. 86, no 1, p. 259-266 (texte intégral).